# Membracis continua
Membracis continua är en insektsart som beskrevs av Walker. Membracis continua ingår i släktet Membracis och familjen hornstritar. Inga underarter finns listade i Catalogue of Life.